# Charles Wheeler (Bildhauer)
Sir Charles Thomas Wheeler PRA, KCVO, CBE (* 14. März 1892 in Codsall, South Staffordshire; † 22. August 1974 in Mayfield, East Sussex) war ein britischer Bildhauer, Maler und Medailleur.

## Leben und Wirken
Charles Wheeler wurde als Sohn eines Journalisten geboren und wuchs in Wolverhampton auf. Er studierte ab 1908 an der Wolverhampton School of Art bei Robert Jackson Emerson und fertige in dieser Zeit erste Arbeiten als Medailleur. 1912 zog er nach London und studierte von 1912 bis 1917 mit einem Stipendium am Royal College of Art unter anderem bei Édouard Lantéri. Ab 1914 wurden seine Arbeiten in der Royal Academy of Arts ausgestellt. 1918 heiratete er in der St. Peter’s Collegiate Church in Wolverhampton die Bildhauerin und Malerin Muriel geb. Bourne. Robert Jackson Emerson, der frühere Lehrer beider Künstler, gestaltete zu diesem Anlass ein Bronzemedaillon.
Charles Wheeler wurde 1934 Associate Member der Royal Academy of Arts und 1935 Fellow der Royal Society of British Sculptors; von 1944 bis 1949 war er deren Präsident. 1940 wurde er als Vollmitglied der Royal Academy of Arts gewählt. Von 1956 bis 1966 war er als erster Bildhauer deren Präsident. Von 1942 bis 1949 war er Treuhänder der Tate Gallery, 1953 war er Gründungsmitglied und -präsident der Society of Portrait Sculptors.
Die bildhauerischen Arbeiten von Charles Wheeler waren vor allem Bauplastiken, Skulpturen, Statuen und Büsten aus Stein und Bronze. Daneben fertige er auch Ölgemälde und Aquarelle an, insbesondere Porträts und Landschaften. Er war Mitglied der Royal Watercolour Society und der Royal Society of Portrait Painters.
Schriften von Charles Wheeler sind im Henry Moore Institute in Leeds archiviert, wo sich auch einige seiner Werke befinden.

## Werke

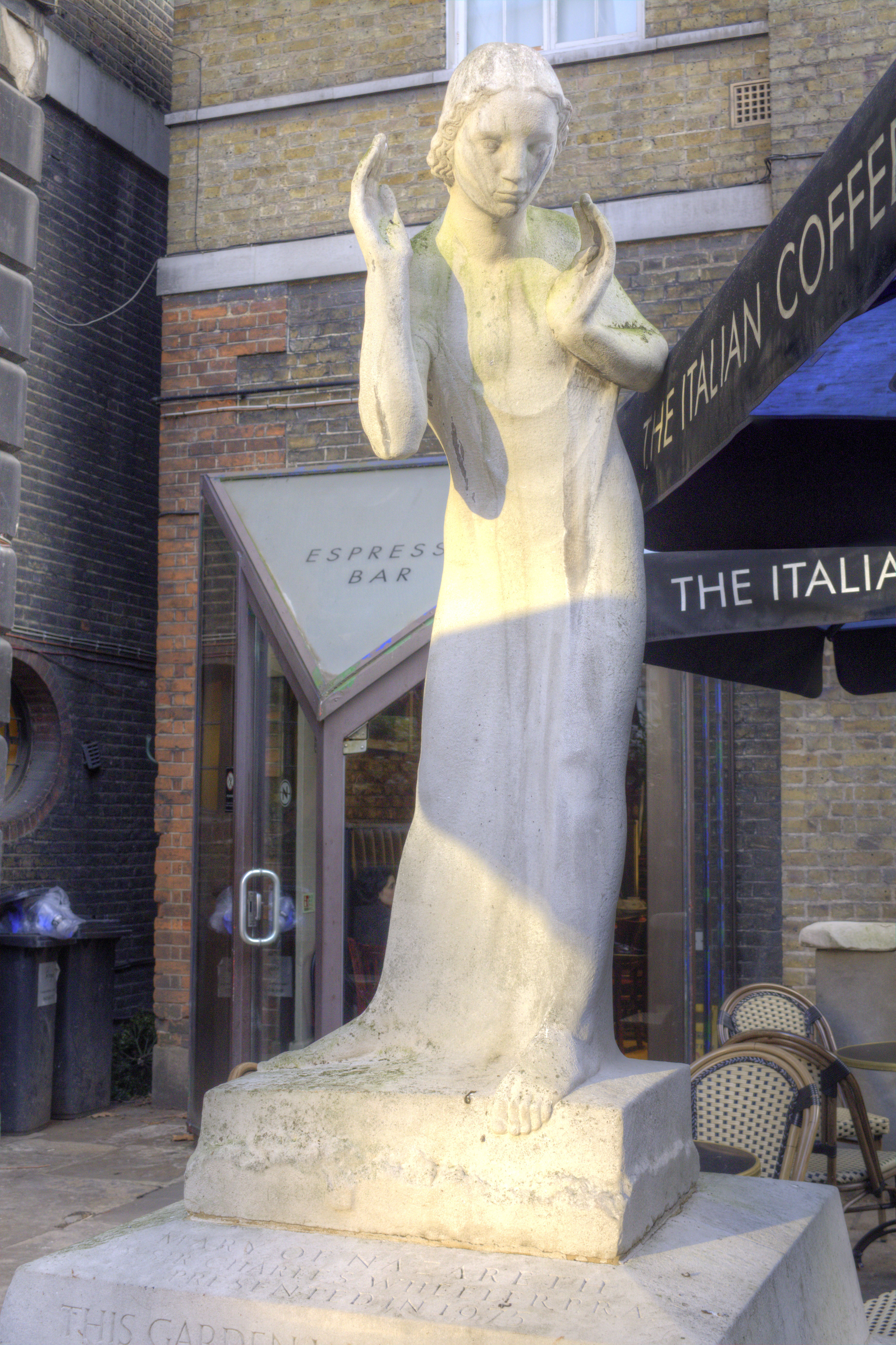
Mary of Nazareth, St James’s Church, Piccadilly (1944)

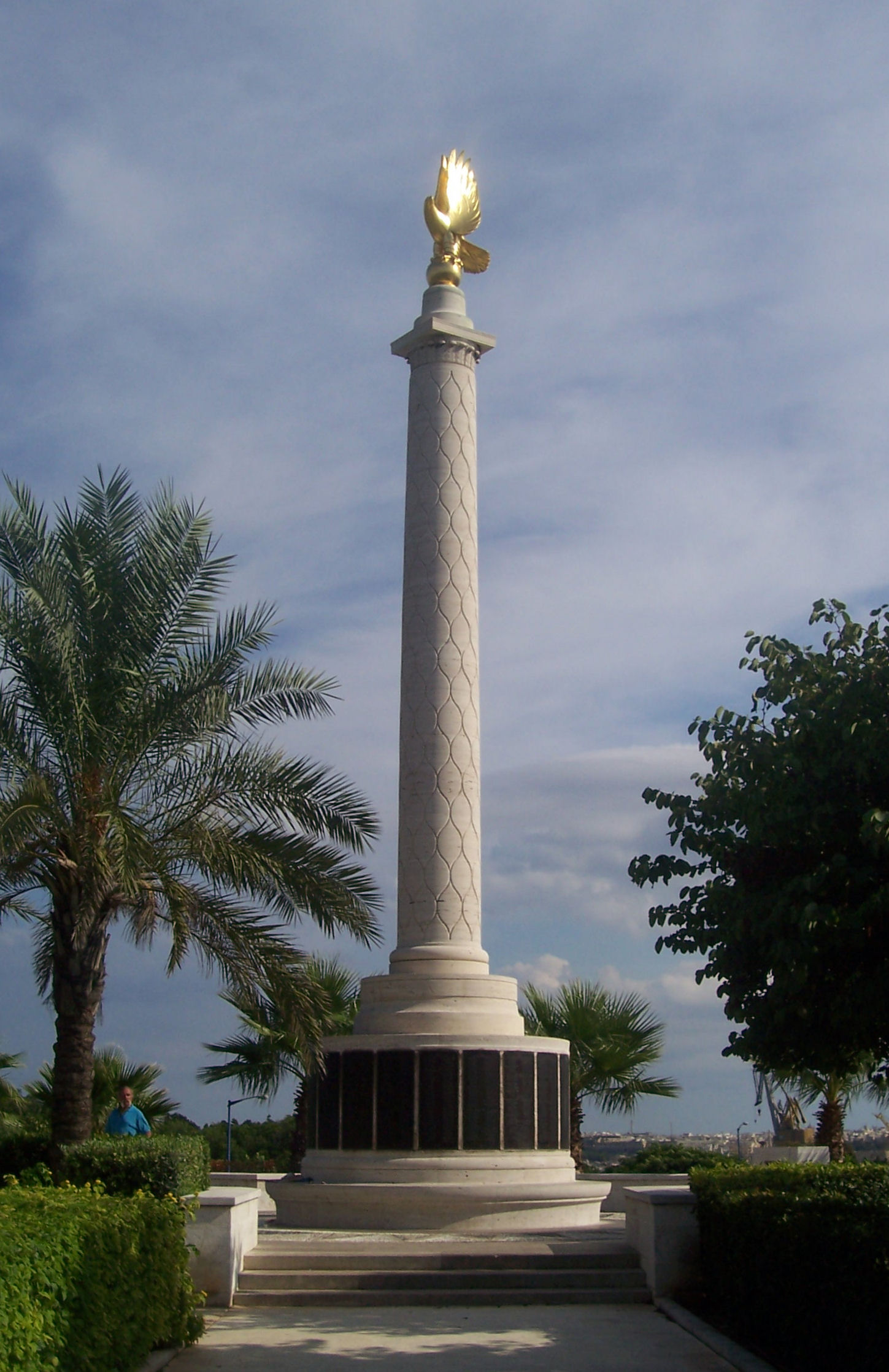
Adler auf dem Flieger-Ehrenmal in Floriana, Malta (1954)

- 1926: Mother and Child in Lindenholz[7]; diese Gruppe wurde später (teilweise unter dem Namen Madonna and Child) auch in Stein und Bronze hergestellt; Charles Wheeler fertigte sie mit der Methode des direct carving am Eingang des Winchester College[8], 1956 wurde sie in vergoldeter Bronze in der Manchester Cathedral aufgestellt[9]
- 1930–1937: Skulpturen für die Bank of England
- 1934: Bronzestatue Muriel Wheeler[1]
- 1934: Winged Springbok auf dem Trafalgar Square, London[10]
- 1934: zwei Statuen von Mercurius auf dem Temple Place, London[11]
- 1944, aufgestellt 1975: Mary of Nazareth in der St James’s Church in Piccadilly[12]
- 1948: Bronzebüste von John Jellicoe für den Gedenkbrunnen auf dem Trafalgar Square, London[13]
- 1948: Skulpturengruppen für den Gedenkbrunnen für John Jellicoe auf dem Trafalgar Square, London[14]
- 1950er Jahre in Zusammenarbeit mit Gerald Giudici (1896–1969): Earth und Water vor dem Gebäude des Ministry of Defence in Whitehall, London[15]
- 1952/1955: Skulpturen für das Merchant Marine Memorial auf dem Tower Hill, London[16][17]
- 1952–1954: Skulpturen für die drei Naval Memorials in Chatham[18], Portsmouth und Plymouth
- 1954: Malta Memorial, Fliegerehrenmal in Malta, Adler
- 1962: Bronzegruppen Hercules and the Lion und St George and the Dragon in der Lombard Street, London[19]
- 1964: Bronzestatue von Thomas Paine in der King Street in Thetford[20]
- 1969: Poseidonbrunnen als Geschenk der Barclays Bank an London in der Lombard Street[21]
- 1974 (enthüllt): Lady Wulfruna vor der St. Peter’s Collegiate Church in Wolverhampton[22][23]

Malerei
- 1941: Selbstporträt[24]
- The Hollow in the Downs[25]

Medaillen
- Medal awarded for Golden Youth für Robert Jackson Emerson[26]

## Ehrungen
- 1948: Commander des Order of the British Empire
- 1958: Knight Commander des Royal Victorian Order

## Ausstellungen
Charles Wheeler stellte ab 1914 insgesamt 55 Arbeiten in der Royal Academy of Arts aus. Weitere Ausstellungen waren:
- 1918–1943: Royal Birmingham Society of Artists (1918 A Portrait, 1926 A. W. Bourne, Esq. (sein Schwiegervater), 1935 Lawrence of Arabia, 1937 Ariel of the Bank und South Wind, 1945 The Offspring)
- 1933: Aberdeen Artists’ Society (mehrere Arbeiten)
- 1935–1967: Royal Scottish Academy (1935, 1937 (2 Arbeiten), 1938 (2 Arbeiten), 1939 (3 Arbeiten), 1956, 1967)
- 1948, 1957, 1960: London County Council

## Schriften
- High relief. The autobiography of Charles Wheeler, sculptor. Country Life Books, Feltham 1968, OCLC 59739769.